# سولتون
سولتون (روسی: Солтон) یک منطقهٔ مسکونی در روسیه است که در سرزمین آلتای واقع شده‌است.